# Paul Gillis
Paul Christopher Gillis (* 31. Dezember 1963 in Toronto, Ontario) ist ein ehemaliger kanadischer Eishockeyspieler und -trainer, der im Verlauf seiner aktiven Karriere zwischen 1980 und 1993 unter anderem 668 Spiele für die Nordiques de Québec, Chicago Blackhawks und Hartford Whalers in der National Hockey League (NHL) auf der Position des Centers bestritten hat. Nach seinem Karriereende arbeitete Gillis, der während seiner aktiven Zeit den Spielertyp des Grinders verkörperte, bis 2013 größtenteils in der United Hockey League (UHL) und Central Hockey League (CHL) als Trainer. Sein älterer Bruder Mike war ebenfalls professioneller Eishockeyspieler in der NHL.

## Karriere
Gillis verbrachte seine Juniorenzeit zunächst über zwei Jahre zwischen 1980 und 1982 bei den Niagara Falls Flyers in der Ontario Hockey League (OHL). Während dieser Zeit sammelte der als Grinder geltende Defensivstürmer in 129 Einsätzen 128 Scorerpunkte – alleine 89 davon in seinem zweiten Jahr. Dies bescherte ihm letztlich die frühe Wahl im NHL Entry Draft 1982 durch die Nordiques de Québec aus der National Hockey League (NHL), die ihn in der zweiten Runde an 34. Stelle auswählten. Der Angreifer, der in seinem dritten OHL-Spieljahr nach dem Umzug des Franchises für die North Bay Centennials aufs Eis ging, wurde daraufhin von den Nordiques im Verlauf der Saison 1982/83 erstmals in die NHL geholt. Dort absolvierte er um die Jahreswende 1982/83 sechs der sieben Saisonspiele, die er für Québec in diesem Jahr bestritt. Den Rest der Spielzeit verbrachte er bei den Centennials.
Mit Beginn der Spielzeit 1983/84 stand der 19-Jährige dann – mit der Ausnahme weniger Einsätze für das Farmteam Fredericton Express aus der American Hockey League (AHL) – fest im Kader des franko-kanadischen NHL-Franchises, dem er bis zum März 1991 angehörte. Während dieser Zeit entwickelte sich Gillis zu einem soliden Defensivstürmer, der dabei mithalf, dass das Team in den Stanley-Cup-Playoffs 1985 das Finale der Prince of Wales Conference erreichte, wo es an den Philadelphia Flyers scheiterte. Im folgenden Spieljahr absolvierte er mit 19 Toren und 43 Punkten sein bestes Jahr in der NHL. Allerdings war der Kanadier auch Teil der Mannschaft, die sich zum Ende der 1980er-Jahre zu einem der schlechteren Teams der Liga wandelte. So war der gemeinsame Wechsel mit Dan Vincelette zu den Chicago Blackhawks im Tausch für Ryan McGill und Mike McNeill nur die logische Folge, um die Nordiques wieder in die Erfolgsspur zu bringen.
Bei den Blackhawks fand Gillis jedoch keine neue sportliche Heimat. Zwar absolvierte er im restlichen Verlauf der Saison 1990/91 noch 15 Partien für Chicago; im folgenden Spieljahr gesellten sich jedoch nur zwei weitere hinzu und er verbrachte einen großen Teil der Saison in der International Hockey League (IHL) beim Farmklub Indianapolis Ice. Daher verließ der Stürmer die Organisation Chicagos bereits nach gut zehn Monaten und er wechselte für zukünftige Gegenleistungen zu den Hartford Whalers. In Diensten der Whalers absolvierte er im Spieljahr 1992/93 seine letzte NHL-Saison, ehe er sich im Alter von 29 Jahren – gebeutelt von zahlreichen Verletzungen aus den Vorjahren – aus dem aktiven Sport zurückzog.
In der Folge seines frühzeitigen Karriereendes blieb Gillis dem Eishockeysport treu und arbeitete fortan als Trainer. So war er in der Saison 1994/95 der erste Cheftrainer in der Franchise-Geschichte der Springfield Falcons aus der AHL. Danach kehrte er für zwei Jahre in seine kanadische Heimat zurück und betreute dort das Juniorenteam der Windsor Spitfires in der OHL. Anschließend war Gillis wieder bei den Profis tätig und verbrachte zwei erfolgreiche Jahre bei den Quad City Mallards in der United Hockey League (UHL). Diese führte er in der Saison 1997/98 zum Gewinn des Colonial Cups. Danach versuchte er sich abermals im Juniorenbereich in der OHL – diesmal für ein Jahr bei den Guelph Storm.
Zur Saison 2000/01 wechselte Gillis wieder in die UHL. Dort war er zwei Jahre für die neu gegründeten New Haven Knights hauptverantwortlich; von 2002 bis 2005 folgte seine zweite Amtszeit bei den Quad City Mallards. Zwischen 2005 und 2007 kamen mit den Danbury Trashers und Elmira Jackals zwei weitere, einjährige Engagements in der UHL hinzu, ehe Gillis in die Central Hockey League (CHL) wechselte. Über vier Jahre – zugleich seine längste Amtszeit bei einem Team – trainierte er die Odessa Jackalopes, bis zu deren Auflösung im Frühjahr 2011. Das dann gegründete, gleichnamige Franchise der US-amerikanischen Juniorenliga North American Hockey League (NAHL) betreute er weitere zwei Jahre. Nach der Saison 2012/13 zog sich der Kanadier nach insgesamt 33 Jahren aus dem Eishockeysport zurück.

## Erfolge und Auszeichnungen
- 1998 Colonial-Cup-Gewinn mit den Quad City Mallards

## Karrierestatistik
(Legende zur Spielerstatistik: Sp oder GP = absolvierte Spiele; T oder G = erzielte Tore; V oder A = erzielte Assists; Pkt oder Pts = erzielte Scorerpunkte; SM oder PIM = erhaltene Strafminuten; +/− = Plus/Minus-Bilanz; PP = erzielte Überzahltore; SH = erzielte Unterzahltore; GW = erzielte Siegtore; 1 Play-downs/Relegation; Kursiv: Statistik nicht vollständig)